# Károlyi-ház
A Károlyi-ház a Károlyi család által 1794-ben építtetett, s 1802-ben kibővített tiszttartói ház Hódmezővásárhelyen. Ma az  Andrássy utca 13. szám alatt található.

## Története
Az eredeti tiszttartói ház építésének időpontja Szeremlei Sámuel történész (1871-től haláláig hódmezővásárhelyi református lelkész) szerint az 1750-es évekre tehető. Az ekkor elkészült ólomkarikás ablakú házban három szoba állt a tiszttartó rendelkezésére. A 45 m hosszú és 8,8 m széles épület alatt két pincét is kialakítottak. A ma is látható épület terveit Kopold Imre mérnök készítette el, s az uradalom házilagos kivitelezésében épült fel 1794-ben. 1802-ben kibővítették, az 1808. évi tűzvész után pedig átalakították a házat, amely ekkor nyerte el mai formáját.
Nevezték tiszttartó háznak, inspektorális kvártélynak és urasági háznak is, s a földesúr számára is fönntartottak benne három külön szobát. Emellett irodát, levéltárat és gazdasági rendeltetésű helyiségeket is magában foglalt az épület. Az itt székelő inspektor igazgatta a Károlyiak alföldi birtokainak mind a négy (Vásárhely, Szentes, Csongrád, Békéscsaba) uradalmát.
1902-ben a római katolikus egyház megvásárolta az épületet, amely ekkortól egyházi célokat szolgált, s "gróf Károlyi katolikus háznak" nevezték. Az első és a második világháború alatt közellátási hivatal működött benne, a kommunista hatalom által történt államosítás után pedig a Házipari és Népművészeti Szövetkezet használta. A római katolikus egyház 1997-ben kapta vissza korábbi tulajdonát.

## Jellemzői
A klasszicista stílusú földszintes épület főbb jellemzői: a homlokzat közepén lévő kapu fölötti széles timpanon; egyenes záródású, díszítés nélküli ablakok; szép arányrendszerű homlokzat. Az udvar felőli oldalon félköríves oszlopsorral ellátott, fehérre meszelt tornác fut körbe.